# Sclerochilus truncatus
Sclerochilus truncatus is een mosselkreeftjessoort uit de familie van de Bythocytheridae. De wetenschappelijke naam van de soort is voor het eerst geldig gepubliceerd in 1886 door Malcomson.